# آناماریا سرتورینی
آناماریا سرتورینی (انگلیسی: Annamaria Serturini؛ زادهٔ ۱۳ مهٔ ۱۹۹۸) بازیکن فوتبال اهل ایتالیا است.
از باشگاه‌هایی که در آن بازی کرده‌است می‌توان به باشگاه فوتبال زنان آ.اس. رم اشاره کرد.
وی همچنین در تیم ملی فوتبال زنان ایتالیا بازی کرده‌است.